# Sériba
Seriba est une localité située dans le département de Nouna de la province du Kossi dans la région de la Boucle du Mouhoun au Burkina Faso.

## Géographie
Situé à 27 km au sud est de Nouna

## Économie
Agriculture élevage et commerce

## Santé et éducation
Les centres de soins les plus proches de Sériba sont le centre de santé et de promotion sociale (CSPS) et le centre médical avec antenne chirurgicale (CMA) de Nouna.
Le village possède une école primaire publique.